# Камберленд (округ, Пенсільванія)
Шаблон:StateAbbr_ 40°10′ пн. ш. 77°16′ зх. д. / 40.17° пн. ш. 77.27° зх. д.
Округ  Камберленд (англ. Cumberland County) — округ (графство) у штаті  Пенсільванія, США. Ідентифікатор округу 42041.

## Історія
Округ утворений 1750 року.

## Демографія
За даними перепису 
2000 року 
загальне населення округу становило 213674 осіб, зокрема міського населення було 160727, а сільського — 52947.
Серед мешканців округу чоловіків було 104213, а жінок — 109461. В окрузі було 83015 домогосподарств, 56077 родин, які мешкали в 86951 будинках.
Середній розмір родини становив 2,92.
Віковий розподіл населення поданий у таблиці:
| Стать    | До 15 років | 15-21 | 22-29 | 30-39 | 40-49 | 50-65 | 65-85 | Понад 85 |
| -------- | ----------- | ----- | ----- | ----- | ----- | ----- | ----- | -------- |
| Чоловіки | 19790       | 11359 | 10730 | 15733 | 16899 | 16990 | 11647 | 1065     |
| Жінки    | 18974       | 11687 | 9718  | 15201 | 16925 | 17914 | 16187 | 2855     |

## Суміжні округи
- Перрі — північ
- Дофін — схід
- Йорк — південний схід
- Адамс — південь
- Франклін — південний захід

## Виноски
1. ↑  Long J. H. Atlas of Historical County Boundaries — [Chicago, Illinois]: The Newberry Library, 2010.
2. ↑  U.S. Decennial Census. United States Census Bureau. Архів оригіналу за 12 травня 2015. Процитовано 6 березня 2015.
3. ↑  Historical Census Browser. University of Virginia Library. Архів оригіналу за 12 грудня 2009. Процитовано 6 березня 2015.
4. ↑  Forstall, Richard L., ред. (24 березня 1995). Population of Counties by Decennial Census: 1900 to 1990. United States Census Bureau. Архів оригіналу за 20 березня 2015. Процитовано 6 березня 2015.
5. ↑  Census 2000 PHC-T-4. Ranking Tables for Counties: 1990 and 2000 (PDF). United States Census Bureau. 2 квітня 2001. Архів оригіналу (PDF) за 18 грудня 2014. Процитовано 6 березня 2015.
6. ↑  State & County QuickFacts. United States Census Bureau. Архів оригіналу за 6 червня 2011. Процитовано 16 листопада 2013.(англ.) Наведено за англійською вікіпедією.
7. ↑  American FactFinder. Бюро перепису населення США. Архів оригіналу за 29 липня 2011. Процитовано 31 січня 2008.

| США | Це незавершена стаття з географії США. Ви можете допомогти проєкту, виправивши або дописавши її. |